# 東京都の重要文化財一覧
東京都の重要文化財一覧（とうきょうとのじゅうようぶんかざい いちらん）
本項は、日本国の文化財保護法に基づき同国の文部科学大臣が指定した重要文化財（美術工芸品）の一覧である。本一覧には東京都所在分を収録する。

## 凡例

### 収録対象
- 本一覧の収録対象は、日本の文化財保護法第27条第1項に基づき文部科学大臣が指定した重要文化財のうち、「美術工芸品」に分類されるものである。重要文化財のうち「建造物」については、本一覧には収録していない。東京海洋大学構内にある明治丸（船舶）は、「建造物」として重要文化財に指定されているため、本一覧の収録対象外である。
- 東京都の区域にある重要文化財建造物については、別項「関東地方にある建造物の重要文化財一覧」を参照。
- ○印を付した物件は国宝である。なお、文化財保護法の規定では、国宝は重要文化財指定物件のうちから指定することとされている（同法第27条第2項）。
- 3件以上の重要文化財を有する社寺、博物館等で、ウィキペディア日本語版に記事があり、かつ、記事中に当該社寺等所有の文化財一覧が含まれている場合は、当該記事へのリンクのみを記載した。これに該当する社寺、博物館等については、「一覧 (1)」に収録した。
- 所有者が宗教法人・公益法人以外の法人（株式会社等）である場合は、法人名を省略し、単に「法人」と表記した。ただし、当該法人がギャラリー、資料館等を開設し、自ら文化財の公開を行っている場合はこの限りでない。
- 所有者が個人である場合は、「個人」とのみ記した。ただし、刀剣類のうち、太平洋戦争終戦直後に連合軍に提出し、以後の所在不明となっている物件については、「○○家旧蔵」と記した。
- 所有者の住所と文化財の保管場所とは必ずしも同一とは限らない。（例：徳川美術館所蔵の国宝・重要文化財については、保管先は愛知県名古屋市の同美術館であるが、所有者（公益財団法人徳川黎明会）の住所は東京都豊島区であり、統計上は東京都にカウントされている。）また、社寺、個人等所有の国宝・重要文化財については、国立・県立の博物館等に寄託されているものが多い。
- 文化庁の調査により「所在不明」とされている重要文化財については、「（所在不明）」と記し、旧所在地の都道府県の欄に収録した。[1]

### 典拠
- 2000年までの指定物件については文化庁編『国宝・重要文化財総合目録』（第一法規、1980）および『国宝・重要文化財大全 別巻』（所有者別総合目録・名称総索引・統計資料）（毎日新聞社、2000）を典拠とし、それ以降の新規指定、名称変更等については官報告示による。なお、所有者・所在場所の変更については、移動先の地方公共団体の文化財一覧、博物館の公式サイト等によって確認できる場合には、それを反映している。
- 個人所有物件については、原則的には『国宝・重要文化財大全 別巻』（所有者別総合目録・名称総索引・統計資料）に基づき、該当する都道府県の欄の最後に記載した。ただし、県境を越えての移動、個人から博物館等への所蔵先変更が、移動先の地方公共団体の文化財一覧、博物館の公式サイト等によって確認できる場合には、それを反映している。

## 東京都

### 一覧 (1)
3件以上の重要文化財を有する社寺、博物館等で、ウィキペディア日本語版に記事があり、かつ、記事中に当該社寺、博物館等所有の文化財一覧が含まれているものについては、本欄に記載する。
以下の社寺、博物館等が所蔵する重要文化財については、リンク先の当該社寺、博物館等の項目を参照のこと。
出光美術館、永青文庫、大倉集古館（大倉文化財団）、寛永寺、国立科学博物館、国立公文書館、護国寺、五島美術館、金剛寺 (日野市)、サントリー美術館（サントリー芸術財団）、静嘉堂文庫、總持寺、増上寺、 台東区立書道博物館、東京国立近代美術館（独立行政法人国立美術館）、東京国立博物館（国立文化財機構）、東京大学史料編纂所、東京大学総合研究博物館、東京都江戸東京博物館、東洋文庫、根津美術館、 畠山記念館（荏原畠山記念文化財団）、日枝神社、平木浮世絵財団、前田育徳会、三井記念美術館（三井文庫）、武蔵御嶽神社、山種美術館（山種美術財団）、霊雲寺
- 文化庁保管分については「文化庁保管文化財一覧」を参照
- 東京国立博物館保管分（国立文化財機構所有）については「東京国立博物館所蔵文化財一覧」を参照

### 一覧 (2)
一覧 (1) に記載した以外の社寺等所有の文化財については以下に記載する。
日本国所有（文化庁保管）
- 文化庁保管文化財一覧を参照

日本国所有（国立国会図書館保管）
- 天台山記
- 満済准后日記
- 宋版姓解
- 師守記 自筆本 63巻（附：応安四年同七年記、目録）
- 釈氏往来 正安四年書写奥書
- 対馬宗家倭館関係資料 1593点
- 新修浄土往生伝 巻上下 2帖 大治三、五年書写奥書
- 弘安礼節
- 小野蘭山関係資料 24点 附 小野蘭山像1幅
- 銘尽（工芸品部門の指定）

日本国所有（外務省外交史料館保管）
- 日米和親条約批准書交換証書 安政二年正月五日 1通　附:老中阿部正弘委任状草稿 安政元年十二月 2通
- 日米条約調印書 安政四年五月二十六日 1冊
- 日米修好通商条約（条約調印書・貿易章程 安政五年六月十九日、米国大統領批准書 一八六〇年四月十二日 1冊、批准書交換証書 安政七年四月三日 1冊、改税約書 慶応二年五月十三日 2冊）
- 日英修好通商条約（条約調印書・貿易章程 安政五年七月十八日 1冊、英国女王批准書 一八五八年十一月二十二日 1冊、批准書交換証書 安政六年六月十二日 1冊、ロンドン覚書 一八六三年六月六日 1冊、改税約書 慶応二年五月十三日 2冊）
- 日仏修好通商条約（条約調印書・貿易章程 安政五年九月三日 1冊、仏国皇帝批准書 一八五九年三月三十日 1冊、批准書交換証書 安政六年八月二十六日 1冊、第七条第十九条説明書 安政六年九月二十二日 1冊、改税約書 慶応二年五月十三日 1冊）
- 通信全覧320冊・続通信全覧1,784冊

日本国所有（日本学士院保管）
- 藤田貞資関係資料

東京国立博物館（国立文化財機構）
- 東京国立博物館所蔵文化財一覧を参照

東京都
- 東京都江戸東京博物館保管分については同館の項を参照
- 江戸城造営関係資料（甲良家伝来）（東京都立中央図書館保管）
- 土製耳飾　東京都調布市布田町下布田遺跡出土（江戸東京たてもの園保管）
- 東京都前田耕地遺跡出土品（東京都埋蔵文化財センター保管）
- 東京府・東京市行政文書33807点（東京都公文書館保管）
- 東京市営乗合自動車（円太郎バス）（東京都交通局西高島平駅倉庫保管）[2][3]

日本郵政（株） 千代田区霞が関（墨田区押上 郵政博物館保管）
- エレキテル 平賀家伝来
- エンボッシング・モールス電信機 2台（附：木箱2合）
- ブレゲ指字電信機 4台

読売新聞東京本社 千代田区大手町
- 木造聖観音立像（東京都稲城市 よみうりランド保管）
- 木造妙見菩薩立像 正安三年、仏師院命銘（東京都稲城市 よみうりランド保管）
- 絹本著色一休宗純像 寛正三年自賛

明治大学 千代田区神田駿河台
- 岩宿遺跡出土品
- 下野出流原遺跡出土品
- 埼玉県砂川遺跡出土品（旧石器時代）
- 神奈川県夏島貝塚出土品

専修大学 千代田区神田神保町
- 長秋詠藻 上中下 永仁四年藤原為世書写奥書
- 古今和歌集 上下2帖 宝治三年藤原師継書写奥書

石川武美記念図書館 千代田区神田駿河台
- 古葉略類聚鈔 建長二年書写奥書
- 秘府略 巻第八百六十四
- 医心方 巻第廿二
- 古律書残篇・不空三蔵表制集 巻第六（紙背）

梅沢記念館 千代田区神田駿河台
- 紙本著色山水図 浦上玉堂筆
- 絹本墨画石菖蒲図 子庭祖柏筆
- 紙本墨画布袋図 偃谿黄聞賛
- 紙本墨画淡彩陶淵明愛菊図 応永三十二年惟肖得巌賛
- 古瀬戸黄釉巴文壺
- 釉裏紅草花文大壺（元時代）
- 絵唐津松樹文大皿
- 南浦紹明墨蹟 法語 正安三初冬

書芸文化院 千代田区神田小川町
- 伝藤原行成筆仮名消息
- 太子刷護経（天平十二年三月十五日藤原夫人願経）

日本大学 千代田区九段南
- 法華経 巻第一（白点本）
- 後撰和歌集 上下（天福本）冷泉為相書写校合奥書
- 大斎院御集
- 拾遺和歌集 上下 寛元三年真観書写本奥書
- 長秋詠藻
- 土御門院御集
- 六百番歌合 4帖
- 明月記 嘉禄元年夏 天福元年十一・十二月

法政大学 千代田区富士見
- 謡本 百二十番（車屋本）鳥養道晰筆 21帖
- 曲舞 三十番（車屋本）鳥養道晰筆 1帖

アーティゾン美術館（石橋財団） 中央区京橋（法人所在地は港区麻布永坂町）
- 絹本淡彩四季山水図 4幅 伝雪舟筆
- 紙本金地著色孔雀葵花図 尾形光琳筆 二曲一双[4]
- ○紙本墨画禅機図断簡（丹霞焼仏図）因陀羅筆
- 天平の面影 藤島武二筆 油絵、麻布1902年
- 黒扇 藤島武二筆 油絵、麻布
- 海の幸 青木繁筆 油絵、麻布1904年
- わだつみのいろこの宮 青木繁筆 油絵、麻布1907年
- 古今和歌集第一断簡（高野切）（さくらのはな）
- 飛青磁花瓶

丸紅 中央区日本橋
- 染分縮緬地襷菊青海波文様友禅染振袖[2][3]

国立印刷局 港区虎ノ門
- スタンホープ印刷機（北区王子 お札と切手の博物館保管）

慶應義塾 港区三田
- ○秋草文壺 神奈川県川崎市南加瀬出土
- 大かうさまくんきのうち 太田牛一筆
- 後鳥羽院御抄並越部禅尼消息
- 相良家文書（1,253通、30巻、84冊、1帖、21鋪 附:鎧小札残欠209枚、鉄二枚胴具足残欠2枚）
- 解剖存真図 2巻 南小柿寧一筆
- 対馬宗家関係資料（朝鮮通信使記録417点、記録類478点）
- 武蔵国日吉矢上古墳出土品
- 岩偶・岩版 秋田県鹿角郡小坂町小坂鉱山尾樽部出土

台北駐日経済文化代表処 港区白金台
- 銅造釈迦如来坐像（北魏）
- 絹本著色観音曼荼羅図（後晋）

松岡美術館 港区白金台（所有者は新宿区西新宿 松岡地所株式会社）
- 紙本墨画淡彩竹林閑居図 永享七年竹庵大縁賛に周文筆とあり

大師会 港区芝公園
- 絹本著色弘法大師像
- 崔子玉座右銘断簡

天真寺 港区南麻布
- 絹本著色十六羅漢像

 善福寺  港区元麻布
- 木造了海坐像

（株）東芝 港区芝浦
- 万年自鳴鐘 田中久重作 嘉永四年（国立科学博物館保管）

 乃木神社  港区赤坂
- 刀 銘備前国住長船次郎左衛門尉勝光子次郎兵衛尉治光 一期一腰作之佐々木伊予守

常盤山文庫 港区南青山
- 紙本淡彩送海東上人帰国図
- 紙本淡彩帰郷省親図
- 絹本著色柿本人麿像 詫磨栄賀筆
- 紙本墨画拾得図 虎巌浄伏賛
- 絹本著色茉莉花図[6]
- ○馮子振墨蹟 画跋（附 千利休添状（正月六日））
- ○清拙正澄墨蹟 遺偈 暦応二年正月十七日
- 蘭渓道隆墨蹟 諷誦文
- 大休正念墨蹟 尺牘
- 宗峰妙超墨蹟 十一月八日 祐公庵主宛
- 退耕徳寧墨蹟 上堂語 景定壬戌
- 竺仙梵僊墨蹟 与潜渓処謙入祖堂語 壬午（康永元年）五月四日
- 剱門妙深墨蹟 与聖一国師尺牘 淳祐己酉四年望日
- 断谿妙用墨蹟 白雲雅号偈 咸淳己巳
- 無等恵融墨蹟 与簡上人法語
- 済川若楫墨蹟 与山叟慧雲尺牘（附 文英清韓添状）
- 中峰明本墨蹟 与済侍者警策
- 石室善玖墨蹟 拈香語 貞治二年二月廿五日
- 友雲士思・月江正印墨蹟 唱和偈
- 仏鑑禅師墨蹟 禅院額字「巡堂」 東福寺伝来
- 無学祖元墨蹟 重陽詩 弘安二年臘八
- 古剱智訥墨蹟 拈香語 癸卯歳結制之後十五日
- 足利尊氏自筆願文 建武三年八月十七日清水寺宛

早稲田大学 新宿区戸塚町
- ○玉篇 巻第九残巻
- ○礼記子本疏義 巻第五十九
- 大槻玄沢関係資料 169点
- 崇光天皇宸翰願文 永和二年十一月十一日 伊勢太神宮宛
- 尾張国解文
- 東大寺文書（15通）10巻
- 近江国香庄文書（31通）6巻
- 埴輪女子像 埼玉県児玉郡児玉町出土

東洋大学 文京区白山
- 狭衣（伝二条為明本）4帖

東京大学 文京区本郷
- 東京大学史関係資料 1093点（東京大学史資料室・総合図書館保管）
- 東京大学総合研究博物館保管分は同館の項を参照
- 東京大学史料編纂所保管分は同所の項を参照

宝生会 文京区本郷
- 能面翁（白色尉）（伝日光作）
- 能面獅子口（伝赤鶴作）
- 能面小獅子
- 能面大悪尉（伝赤鶴作）
- 能面癋見悪尉（伝赤鶴作）
- 能面猿癋見（伝赤鶴作）
- 能面猿飛出 治部法眼康吉作
- 能面真蛇（伝赤鶴作）
- 能面般若（平型）（伝赤鶴作）
- 能面橋姫（伝夜叉作）
- 能面怪士（木汁）（伝徳若作）
- 能面大喝食（伝龍右衛門作）
- 能面喝食（伝龍右衛門作）
- 能面増（節木）（伝増阿弥作）

根津神社 文京区根津
- 太刀 銘長光
- 太刀 銘備州長船秀光　康暦二年二月 日

吉祥寺 文京区本駒込
- 絹本著色翠竹図 顧安筆
- 刀 無銘 伝国行

台東区
- 墓守 朝倉文夫作 石膏原型 1910年（台東区立朝倉彫塑館保管）

台東区
- 台東区立書道博物館保管分については同館の項を参照

凸版印刷（株） 台東区台東（文京区水道 印刷博物館保管）
- 駿河版銅活字23箱（銅大字866箇、銅小字31,300箇、木活字50,813箇）附:銅罫線88箇、銅輪廓18箇、摺板2枚

横山大観記念館 台東区池之端
- 木造不動明王立像

 護国院  台東区上野公園
- 絹本著色愛染明王像

 上野東照宮  台東区上野公園
- 紫地葵紋付桐文散辻が花染胴服

 東京芸術大学  台東区上野公園
- ○紙本著色絵因果経 巻第四下
- 板絵著色弁才天梵天帝釈天四天王像 7面（厨子後板及扉）
- 紙本著色小野雪見御幸絵詞
- 絹本著色羅漢図 2幅
- 絹本著色弥勒来迎図
- 板絵著色天部像（醍醐寺五重塔壁画断片）2面
- 紙本金地著色槙楓図　六曲一隻 尾形光琳筆
- 絹本著色悲母観音図 狩野芳崖筆 附:画稿1巻3幅
- 紙本著色不動明王 狩野芳崖筆
- 紙本著色白雲紅樹図 橋本雅邦筆
- 鮭 高橋由一筆 油絵、紙
- 花魁 高橋由一筆 油絵、麻布
- 収穫 浅井忠筆 油絵、麻布
- 靴屋の親爺 原田直次郎筆 油絵、麻布 1886年
- 序の舞 上村松園筆 絹本著色 1936年
- 銅造菩薩立像
- 日本の婦人像 ヴィンチェンツォ・ラグーザ作 石膏原型
- ○観世音寺資財帳 3巻
- 白銅鏡 鏡面蔵王権現像 背面双鳳天馬文様
- 瑞花双鸞八稜鏡 鏡面仏像線刻 鏡背寛弘四年銘
- 法隆寺裂7枚（楽天刺繍幡残欠2、蜀江錦幡残欠、蜀江錦、間道錦2、毯代残欠）
- 金錯狩猟文銅筒
- 彫金後藤家関係資料 一括（東京藝術大学附属図書館、東京藝術大学大学美術館保管）[7]

浅草寺 台東区浅草
- ○法華経（開結共）10巻
- 大蔵経（元版）5,428巻

徳本寺 台東区西浅草
- 絹本著色本多正信像（附：同夫人像）

日本美術刀剣保存協会 墨田区横網
- 太刀 銘正恒
- ○太刀 銘延吉
- 太刀 銘兼永
- 短刀 銘兼氏
- 短刀 銘清綱
- 太刀 無銘福岡一文字
- 太刀 銘信房作
- ○太刀 銘国行
- ○太刀 銘国行
- 太刀 銘備前国住人雲次正和二二（四）年十月日

西光寺 品川区大井
- 金小札色々威胴丸

 品川寺  品川区南品川
- 絹本著色仏眼曼荼羅図

アルカンシエール美術財団 品川区東五反田
- 国宝・重要文化財は群馬県渋川市所在、関東地方の重要文化財一覧を参照。

 日本民藝館  目黒区駒場
- 絵唐津芦文壺

 大円寺  目黒区下目黒
- 木造釈迦如来立像 附:像内納入品

池上本門寺 大田区池上
- 木造日蓮聖人坐像
- 兄弟抄 日蓮筆

世田谷区
- 東京都野毛大塚古墳出土品（世田谷区立郷土資料館保管）

駒澤大学 世田谷区駒沢
- 松平家忠日記 7冊[2][3]

大東急記念文庫 世田谷区上野毛
- 五島美術館の項を参照

世田谷山観音寺 世田谷区下馬
- 木造不動明王及八大童子像 9躯 康円作（附:紙本墨書造像願文 文永九年大仏師法眼康円絵仏師法橋重命とあり）

徳川ミュージアム 世田谷区等々力
- 重要文化財は茨城県水戸市所在、関東地方の重要文化財一覧を参照。

國學院大學 渋谷区東
- 令義解 神祇令第六、僧尼令第七 正平十七年伝授奥書
- 朝野群載 巻第一
- 神皇正統記 上中下 3冊
- 金葉和歌集（二奏本）2帖
- 久我家文書2461通
- 梁塵秘抄口伝集 巻第十残巻
- 石枕 千葉県市原市姉崎町二子塚古墳出土

室泉寺 渋谷区東
- 絹本著色興正菩薩像

温故学会 渋谷区東
- 群書類従版木 17,244枚

 東郷神社  渋谷区神宮前
- 太刀 額銘吉房

観世文庫 渋谷区神宮前
- 能面翁（白色尉）（伝弥勒作）
- 能面父尉（伝弥勒作）
- 能面延命冠者（伝文蔵作）
- 能面大悪尉（伝赤鶴作）
- 能面小癋見（伝赤鶴作）
- 能面鼻瘤悪尉（伝福来作）
- 能面慈童（伝龍右衛門作）
- 能面翁（黒色尉）（伝日光作）
- 能面小牛尉（伝小牛作）
- 能面阿古父尉（伝小牛作）
- 能面笑尉（伝小牛作）
- 能面朝倉尉（伝福来作）
- 能面皺尉（伝福来作）
- 能面大飛出（伝赤鶴作）
- 能面天神（伝赤鶴作）
- 能本 世阿弥筆 4巻（松浦之能、難波梅之能、阿古屋之松之能、布留之能）

德川記念財団 渋谷区大山町
- 唐物肩衝茶入（銘初花）

 明治神宮  渋谷区代々木神園町
- 太刀 銘助茂（1972年盗難）

大正大学 豊島区西巣鴨
- 木造阿弥陀如来坐像

徳川黎明会 豊島区目白
- 徳川美術館（愛知県）の項を参照。

東京黎明アートルーム 中野区東中野
- 紙本墨画淡彩峨嵋露頂図 与謝蕪村筆 1巻

井草八幡宮 杉並区善福寺
- 顔面把手付釣手形土器 東京都杉並区井荻三丁目出土

立正佼成会 杉並区和田
- 紺紙金字法華経（開結共）10巻 保延六年七月十一日藤原基衡願経

東京書籍（株） 北区堀船
- 近代教科書関係資料（北区栄町 東書文庫保管）

恵明寺 葛飾区亀有
- 木造不動明王立像

地下鉄博物館（メトロ文化財団） 江戸川区東葛西（法人所在地は千代田区神田須田町）
- 東京地下鉄道一〇〇一号電車 昭和2年、日本車輌製造株式会社製

国立天文台（自然科学研究機構）三鷹市大沢
- 子午儀（13.5センチ）（本体、支持機構、集心儀、反転機） 1880年ドイツ製（附：水準器）

国分寺 国分寺市西元町
- 木造薬師如来坐像
- 武蔵多喜窪遺跡第一号住居跡出土品

谷保天満宮 国立市谷保
- 木造獅子狛犬
- 木造篇額（額文「天満宮」）

深大寺 調布市深大寺元町
- ○銅造釈迦如来倚像
- 梵鐘 永和二年銘

善明寺 府中市本町
- 鉄造阿弥陀如来坐像 建長五年銘 附:鉄造阿弥陀如来立像

八幡神社 府中市白糸台
- 銅造阿弥陀如来立像 弘長元年銘（上染屋不動堂所在）

 大國魂神社  府中市宮町　
- 木造狛犬

国立市
- 石棒 4本（くにたち郷土文化館保管）

国文学研究資料館（人間文化研究機構）立川市緑町
- 春日懐紙（紙背春日本万葉集）28枚、1幅（附：中臣祐定書状案2通）
- 山鹿素行著述稿本類 55種

 普済寺  立川市柴崎町　
- ○石幢 延文六年七月在銘

真如苑 立川市柴崎町（千代田区一番町 半蔵門ミュージアム保管）
- 木造大日如来坐像 運慶作（推定）

東村山市
- 東京都下宅部遺跡出土品（東村山ふるさと歴史館保管）[2][3]

徳蔵寺 東村山市諏訪町
- 板碑 元弘三年斎藤盛貞等戦死供養碑

実践女子学園 日野市大坂上
- 拾遺和歌集 上（寂恵本）

八幡神社 日野市百草
- 銅造阿弥陀如来坐像 建長二年銘

東京富士美術館 八王子市谷野町
- 太刀 銘一（1942年指定）
- 太刀 銘有綱（1953年指定）
- 太刀 銘備前国長船住近景 建武二年五月日
- 相模集

青梅市（青梅市郷土博物館保管）
- 東京都寺改戸遺跡土壙出土品

金剛寺 青梅市天ヶ瀬町
- 絹本著色如意輪観音像

東日本旅客鉄道（株）（青梅市 青梅鉄道公園保管）
- ED一六形式一号電気機関車 昭和六年、三菱造船株式会社、三菱電機株式会社製

観音寺（塩船観音寺） 青梅市塩船
- 木造千手観音立像　快勢作　1軀・木造二十八部衆立像28軀　千手観音像内に塩船寺本尊、文永元年十二月、大仏師法眼快勢等の銘がある 二十八部衆像のうち8軀の像内に文永五年、同六年、建治二年、弘安十一年、定快作等の銘、うち2軀の台座に永正九年、法橋弘円等の銘がある[2][3]

 大悲願寺  あきる野市横沢
- 木造伝阿弥陀如来及脇侍（千手観音・勢至菩薩）像

海蔵寺 三宅村坪田
- 銅造観音菩薩立像

法人
- 神会語録残巻（敦煌出土）
- 歴代法宝記残巻（敦煌出土）
- 絶観論

法人
- 紙本金地著色秋草図 酒井抱一筆 六曲一隻

法人
- 干網千鳥図鐔 銘東雨
- 月下木賊刈図透鐔 銘安親
- 柏樹文鐔 銘埋忠明寿
- 甲冑金具（1957年指定）
- 色々威胴丸 大袖・喉輪付（1963年指定）

法人
- 絹本著色雲門禅師図（所在不明）
- 木造不動明王立像 康平七年銘（所在不明）

法人
- 絹本墨画瀑布図 玉澗筆（廬山図断簡）

法人
- 大唐三蔵玄奘法師表啓

個人
- 紙本墨画瀟湘八景図（東山清音帖） 池大雅筆10枚

個人
- 紙本墨画維摩図 尾形光琳筆

個人
- 紙本著色藤原敦忠像（上畳本三十六歌仙切）
- 虎渓三笑蒔絵棚（所在不明）

個人
- 中峰明本墨蹟 尺牘（附:千利休書状）
- 明月記 天福元年七月、八月記
- 明月記 嘉禄二年八月記
- 等目菩薩経 巻中（天平神護二年吉備由利願経）

個人
- 絹本著色夏山雨後図 藍瑛筆

個人
- 紙本淡彩芦雁図 秋月筆
- 紙本淡彩江山夕陽図
- 紙本著色馬医草紙残欠

個人
- 絹本著色高久靄厓像 椿椿山筆

個人
- 絹本著色普賢十羅刹女像

個人
- 仏鑑禅師墨蹟 印可状（附:千利休筆添状）（所在不明）
- 白天目茶碗（室町時代）

個人
- 紙本淡彩山水図 青木木米筆 頼山陽賛

個人
- 絹本著色佐久間将監像 狩野探幽筆 寛永十八年江月宗玩及び林道春の賛（附：絹本著色同模本 住吉弘賢筆）
- 絹本著色楼閣山水図 石鋭筆

個人
- 紙本著色小大君図（上畳本三十六歌仙切）

個人　
- 紙本金地著色南蛮人渡来図・世界及日本地図 各六曲一双
- 紙本墨画淡彩李白観瀑図

個人
- 絹本著色不動明王二童子像（所在不明）

個人
- 絹本著色貴紳邸宅図

個人
- 紙本墨画豊干図 石橋可宣賛

個人
- 絹本著色鶉図「雑華室印」あり

個人
- 紙本著色紫式部日記絵詞
- 太刀 銘吉家（1933年指定）（所在不明）

個人
- 紙本淡彩高士探梅図（所在不明）

個人
- 紙本著色病草紙残欠（白子）（所在不明）

個人
- ○絹本著色桃鳩図 徽宗筆
- 絹本著色一遍上人絵伝断簡（江之島）
- 紙本著色平治物語絵（常盤巻）1巻
- 紙本著色華厳五十五所絵巻残欠（十知識第九・第十段並びに弥勒菩薩段）1巻
- 十五番歌合断簡（二枚継、六番堤中納言）

個人
- 絹本著色探花図 石鋭筆

個人
- 紙本淡彩野ざらし紀行図 与謝蕪村筆 六曲一隻
- 紙本淡彩瀟湘八景図 池大雅筆 六曲一隻

個人
- 紙本著色拾遺古徳伝 巻第八
- 太刀 銘国宗（1931年指定）
- 橘蒔絵手箱
- 銅印「但馬倉印」

個人
- 絹本著色愛染明王像（1953年指定）

個人
- 木造地蔵菩薩立像（1936年指定）

個人
- 能面黒鬚（伝赤鶴作）
- 能面蛙（伝日氷作）

個人
- 銅造観音菩薩立像（1935年指定）（所在不明）

個人
- 銅造十一面観音立像（1937年指定）（所在不明）

個人
- 名語記 自巻第二至巻第十（金沢文庫本）9帖

個人
- 弁中辺論 巻第一、第二・将門記残巻（紙背）

個人
- 清正集興風集

個人
- 大燈国師墨蹟 与宗円道人法語
- 大川普済墨蹟 惜煙、四睡偈
- 伊勢集断簡（石山切二枚継、としふれと）
- 古九谷色絵亀甲牡丹蝶文大皿
- 青磁花生（南宋時代）
- 定窯白磁蓮花唐草文鉢

個人
- 老松堂日本行録

個人
- 成唯識論 巻第五 安和元年真興点了奥書

個人
- 西郊記（建保五年正月記自筆本）（所在不明）

個人
- 清原良枝遺誡・清原家代々譲状

個人
- 後撰和歌集 上（色紙金銀泥絵料紙）（所在不明）

個人
- 金槐集 奥に建暦三年十二月十八日とあり（所在不明）

個人
- 版本法華経 巻第二 奥に承暦四年六月三十日点了の墨書あり
- 是法非法経（天平十二年三月十五日藤原夫人願経）
- 黒氏梵志経（天平十二年三月十五日藤原夫人願経）
- 註楞伽経 巻第二、第六（天平十二年五月一日光明皇后願経）
- 般若心経 奥に天平勝宝七年とあり
- 増壱阿含経 巻第四十九（天平宝字三年十二月廿三日科野虫麿写）
- 中心経 「善光」の朱印あり
- 瑜伽師地論 巻第七十八（神護景雲元年九月五日行信願経）
- 法華経 五百弟子受記品
- 四輩経
- 法華経 巻第三 奥に藤南家経とあり
- 金光明最勝王経 自巻第三至第五
- 根本説一切有部毗奈耶尼陀那目得伽摂頌
- 在家人布薩法 巻第七「東大寺印」の朱印あり

個人
- 白氏文集 巻第四十残巻（金沢文庫本）（所在不明）
- 尊意僧正伝 残巻（所在不明）

個人
- 日本書紀 神代上巻断簡

個人
- 古今和歌集 巻第十八断簡（高野切、をののはるかぜ）（所在不明）

個人
- ○古今和歌集 巻第五（高野切本）

個人
- 入道大納言資賢集 藤原定家筆 寿永元年奥書（所在不明）

個人
- 木造男神坐像
- 木造女神坐像
- 文殊八字法 寛元四年兼胤書写奥書（所在不明）
- 飛部造立麻呂写経試字（紙背東大寺司食物下用帳）（所在不明）
- 後陽成天皇宸翰玄上御琵琶寸法（所在不明）

個人
- 兀庵普寧墨蹟 与悟空敬念、空生蔵主尺牘

個人
- 古今和歌集 巻第十九断簡（高野切、旋頭歌）

個人
- 桃蒔絵螺鈿輪花盤

個人
- 狭衣 巻第四欠（深川本）3帖
- 狭衣（伝為家本）4帖

個人
- 源氏物語 32帖

個人
- 後崇光院筆新続古今集

個人
- 大手鑑3帖 第一帖93葉、第二帖99葉、第三帖101葉

個人
- 大手鑑（186葉）

個人
- 太刀 銘国行（1941年指定）

個人
- 太刀 銘基近造（1931年指定）

個人
- 太刀 銘正恒（1935年指定）

個人
- ○短刀 銘備州長船住長重 甲戌

個人
- 太刀 銘長光（1956年指定）

個人
- 太刀 銘備州長船住国宗（1941年指定）（所在不明）
- 太刀 銘吉家（1952年指定）（所在不明）

個人
- 太刀 銘備州長船景光（1925年指定）
- 太刀 銘備州長船政光 康安元年十一月日
- 太刀 銘真長
- 短刀 銘久国

個人
- 太刀 銘雲次（1940年指定）（所在不明）

個人
- 太刀 銘久国（1934年指定）（所在不明）
- 太刀 銘長光（高木長光）（1940年指定）（所在不明）
- 刀 無銘 伝光忠 高麗鶴と金象嵌あり（所在不明）
- 刀 無銘 伝貞宗（1952年指定）
- 短刀 銘備中国住守次作 延文二年八月日（所在不明）

個人
- 短刀 銘山城国西陣住人埋忠明寿 慶長拾三年八月吉日所持新蔵重代
- 達磨図鐔 銘城州伏見住金家
- 獅子牡丹揃物（小柄、笄、目貫、縁頭） 宗珉作
- 日の出群千鳥図鐔 銘安親
- 吉野竜田図大小金具（鐔、三所物） 後藤一乗作

個人
- 太刀 銘一（1935年指定）（所在不明）

個人
- ○短刀 銘筑州住左

個人
- 太刀 銘信房作（1916年指定）（所在不明）
- 太刀 銘備前国長船住長光作 正安二年二月吉日（所在不明）

個人
- 刀 無銘 伝長谷部国重（1953年指定）（所在不明）

個人
- 太刀 銘来国光（1935年指定）（所在不明）

個人
- 太刀 銘守次（1931年指定）（所在不明）

個人
- 刀 無銘 伝正宗（1955年指定）（1982年盗難）

個人
- ○太刀 銘貞次

個人
- ○太刀 銘吉房
- 太刀 無銘 伝助真（1956年指定）

個人
- 太刀 銘為清（1941年指定）（所在不明）

個人
- 脇指 銘山城国西陣住人埋忠明寿作 六十一歳元和四年五月十一日
- 葡萄蝶文鐔 銘埋忠明寿

個人
- 太刀 銘安芸国入西 永仁五年閏十月三日（所在不明）

個人
- 青磁砧形花生（1939年指定）（南宋時代）（所在不明）

個人
- 太刀 銘国行（1935年指定）

個人
- 太刀 銘備中国住次吉作 貞和二年十月日（所在不明）

個人
- 短刀 銘信国（1955年指定）

個人
- 刀 金象嵌銘長光磨上 光徳（花押）本多安房守所持
- ○短刀 銘来国次
- ○太刀 銘来国俊
- 太刀 銘来国次（1955年指定）
- 脇指 銘来国光（名物新身来国光）
- 太刀 銘正恒（1941年指定）
- 金造亀甲繋文腰刀拵 中味銘信国

個人
- 青磁花瓶（1931年指定）（南宋時代）（所在不明）

個人
- 太刀 銘長光（1933年指定）（所在不明）

個人
- 太刀 銘家忠（1941年指定）（所在不明）

個人
- 色絵花鳥文壺 伝柿右衛門作

個人
- 太刀 銘国安（1942年指定）（所在不明）

個人
- 刀 無銘 伝則重（1938年指定）（所在不明）
- 虚堂智愚墨蹟（蝋箋）

個人
- 太刀 銘国行（1931年指定）

個人
- 太刀 銘光忠（1936年指定）（所在不明）
- 刀 無銘 伝国俊（1941年指定）（所在不明）
- 刀 金象嵌銘来国次本阿（花押）（1957年指定）

個人
- 太刀 銘備前国住雲次（1956年指定）（所在不明）

個人
- 刀 金象嵌銘助光磨上光徳（花押）（1955年指定）（所在不明）

個人
- 住吉蒔絵櫛箱（所在不明）

個人
- 藍韋威胴丸（壺袖付）（附 二十六間星兜鉢）
- 藍韋威肩赤白胴丸（筋兜、喉輪、大袖付）（附 色々威大袖）

個人
- 奈良三彩壺（1974年指定）

個人
- 緑地金襴手牡丹唐草文碗 5口

個人
- 古瀬戸飴釉巴文瓶

個人
- 壺形土器 岡山県都窪郡庄村出土

個人
- 埴輪馬 群馬県邑楽郡大川村出土

個人
- 壺形土器・瓢形土器 熊本県球磨郡免田町下乙本目出土

個人
- 硬玉製大珠 伝福島県会津若松市大町出土

個人
- 南部家文書 243通（附：南部八戸家系図、家伝記、家伝記選用集1巻7冊）

個人
- 淡路国大田文

個人
- 薙刀 無銘 一文字（附：朱刷毛目塗柄）

個人
- 長尾上杉氏印章 27顆（附:上杉氏歴代藩主印章61顆）（米沢市上杉博物館保管）

法人
- 寸松庵色紙（しものたて并楓図扇面）

個人
- 銀板写真（田中光儀像）エリファレット・ブラウン・ジュニア撮影1854年（東京都写真美術館保管）

個人
- 銀板写真（黒川嘉兵衛像）エリファレット・ブラウン・ジュニア撮影1854年（日本大学芸術学部写真学科保管）

個人
- 赤楽茶碗（乙御前）光悦作

個人
- 臨画帖（百図）狩野探幽筆[9]

個人
- 太刀 銘包永（1938年指定）[10]

個人
- 源通親筆熊野懐紙（山河水鳥 旅宿埋火）[11]

個人
- 刀 無銘 伝長光（1942年指定）[12]

DIC川村記念美術館旧蔵
- 紙本墨画烏鷺図 六曲一双 長谷川等伯筆[13]

法人
- 石帆惟衍墨蹟[11]
- 達磨大師安心法門 石渓心月筆[11]

法人
- 刀 無銘 貞宗（名物二筋樋貞宗）[14]
- 薙刀 銘備中国住家次 貞治六年八月日[14]

個人
- 豊臣家文書（67通） 2冊、65通[7]

個人
- 太刀 銘来国光（1938年指定）[15]

個人
- 剣 銘光忠（1974年指定）[16]

個人
- 一山一寧墨蹟 後宇多法皇和韻詩[17]

個人
- 太刀 銘助包（1931年指定）[18]

個人
- ○短刀 銘国光[19]

個人
- ○太刀 銘吉平[19]

個人
- 十六疋獅子図三所物　小柄、笄銘宗珉（花押）[19]

徳川家旧蔵
- 刀 無銘 伝正宗（1939年指定）（第二次大戦後、連合国軍側に提出、所在不明）

元田家旧蔵
- 太刀 銘国行（1937年指定）（第二次大戦後、連合国軍側に提出、所在不明）

## 補遺
公的資料から所有者が判明しないもの、所有者が日本国外所在であるものなど。
（所有者不明）
以下の物件については、『国宝・重要文化財大全』に所有者名・所在都道府県の記載がない。
- 紙本白描枕草紙絵詞
- 紙本墨画白鷺図 良全筆
- 紙本淡彩夏景山水図 雪舟筆（仿夏珪）
- 紙本淡彩冬景山水図 雪舟筆（仿夏珪）
- 兀庵普寧墨蹟 法語 庚申夷則上旬
- 短刀 無銘 伝貞宗（斎村貞宗）（1942年指定）
- 太刀 銘助包（1942年指定）
- 太刀 無銘 古三原正広（名物大三原）

個人 米国
- 紙本著色紫式部日記絵詞

個人 英国
- 紙本墨画竹図 秀文筆 1帖

## 関連文献
- 文部省宗教局保存課編・刊行『国宝（宝物類）目録』、1940（参照：）
- 文化財保護委員会編・刊行『重要文化財目録 美術工芸品』、1952
- 文化財保護委員会編・刊行『指定文化財総合目録 昭和33年版（美術工芸品扁）』、1958
- 文化財保護委員会編・刊行『指定文化財総合目録 昭和43年版（美術工芸品扁）』、1968
- 文化庁編『国宝・重要文化財総合目録（美術工芸品編）』、1980、第一法規
- 文化庁監修『重要文化財』（全31巻別巻2巻）、毎日新聞社、1972-1982
- 文化庁監修『国宝・重要文化財大全』（全12巻別巻1巻）、毎日新聞社、1997-2000